# Sulaoja
Sulaoja – wieś w Estonii, w prowincji Põlva, w gminie Valgjärve.